# Tenuibranchiurus glypticus
Genre
Espèce
Statut de conservation UICN

 EN B1ab(iii,iv) : En danger
Tenuibranchiurus glypticus est une minuscule écrevisse d'eau douce qui se trouve dans les eaux douces au Queensland en Australie. Elle est l'une des plus petites espèces connues d'écrevisses. C'est la seule espèce du genre Tenuibranchiurus qui se caractérise par sa petite taille (les adultes ont une longueur de 25 millimètres en moyenne) et ses griffes s'ouvrent verticalement plutôt qu'horizontalement ou obliquement.

## Référence
- Riek, E. F. 1951. The Freshwater Crayfish (Family Parastacidae) of Queensland. Records of the Australian Museum 22-4 p. 368–38.